# Pon tu pensamiento en mí
Pon tu pensamiento en mí é um filme de drama cubano de 1996 dirigido e escrito por Arturo Sotto Díaz. Foi selecionado como representante de Cuba à edição do Oscar 1997, organizada pela Academia de Artes e Ciências Cinematográficas.

## Elenco
- Fernando Hechevarria
- Osvaldo Doimeadios
- Susana Perez
- Carlos Acosta-Milian
- Jorge Alí
- Rubén Breñas
- Óscar Bringas
- Micheline Calvert
- Juan Cepero